# Columbus Fury 2024
Questa voce raccoglie le informazioni riguardanti le Columbus Fury nelle competizioni ufficiali della stagione 2023-2024.

## Stagione
Le Columbus Fury partecipano alla stagione 2023-24 senza alcuna denominazione sponsorizzata.
Si classificano al quinto posto nella regular season di PVF, mancando la qualificazione ai play-off scudetto.

## Organigramma societario
Area direttiva
- Presidente: Jeff Gilger, Beth Gilger, Joe Burrow, Jim Burrow, Robin Burrow
- Direttore tecnico: Christine Podraza, Jose Figueroa

Area tecnica
- Allenatore: Ángel Pérez
- Secondo allenatore: Carlos Cardona
- Preparatore atletico: Felix Gordillo

## Rosa
| N° | Nome              | Ruolo | Data di nascita  | Nazionalità sportiva |
| -- | ----------------- | ----- | ---------------- | -------------------- |
| 1  | Rainelle Jones    | C     | 12 marzo 2000    | Stati Uniti          |
| 2  | Raymariely Santos | P     | 13 aprile 1992   | Porto Rico           |
| 3  | Valeria León      | L     | 21 novembre 1995 | Porto Rico           |
| 4  | Michelle Bartsch  | S     | 12 febbraio 1990 | Stati Uniti          |
| 6  | María Schlegel    | S     | 29 agosto 1993   | Spagna               |
| 7  | Asjia O'Neal      | C     | 23 ottobre 1999  | Stati Uniti          |
| 8  | Reagan Cooper     | S     | 1º novembre 2000 | Stati Uniti          |
| 9  | Samantha Drechsel | O     | 25 maggio 1999   | Stati Uniti          |
| 10 | Kendall Kipp      | O     | 12 dicembre 2000 | Stati Uniti          |
| 12 | Victoria Dilfer   | P     | 26 febbraio 1999 | Stati Uniti          |
| 13 | Ashley Wenz       | O     | 11 giugno 1996   | Stati Uniti          |
| 14 | Nikoleta Perović  | O     | 1º novembre 1994 | Montenegro           |
| 15 | Ivania Ortiz      | S     | 15 luglio 1999   | Porto Rico           |
| 16 | Jenna Rosenthal   | C     | 14 maggio 1996   | Stati Uniti          |
| 17 | Megan Courtney    | S     | 27 ottobre 1993  | Stati Uniti          |
| 18 | Jenaisya Moore    | S     | 5 gennaio 2001   | Stati Uniti          |
| 23 | Kaitlyn Hord      | C     | 14 giugno 2000   | Stati Uniti          |
| 31 | Gabrielle Blossom | P     | 4 agosto 1999    | Stati Uniti          |

## Mercato
| Acquisti                               | Acquisti          | Acquisti           | Acquisti   |
| R.                                     | Nome              | da                 | Modalità   |
| -------------------------------------- | ----------------- | ------------------ | ---------- |
| P                                      | Gabrielle Blossom | Athletes Unlimited | definitivo |
| S                                      | Reagan Cooper     | Kansas             | definitivo |
| S                                      | Megan Courtney    | -                  | definitivo |
| O                                      | Samantha Drechsel | Venelles           | definitivo |
| C                                      | Kaitlyn Hord      | Alba-Blaj          | definitivo |
| C                                      | Rainelle Jones    | Pinerolo           | definitivo |
| L                                      | Valeria León      | Leonas de Ponce    | definitivo |
| S                                      | Jenaisya Moore    | Tennessee          | definitivo |
| S                                      | Ivania Ortiz      | Pinkin de Corozal  | definitivo |
| C                                      | Asjia O'Neal      | Texas              | definitivo |
| C                                      | Jenna Rosenthal   | Athletes Unlimited | definitivo |
| P                                      | Raymariely Santos | Athletes Unlimited | definitivo |
| S                                      | María Schlegel    | Athletes Unlimited | definitivo |
| O                                      | Ashley Wenz       | -                  | definitivo |
| Trasferimenti nel corso della stagione |                   |                    |            |
| S                                      | Michelle Bartsch  | -                  | definitivo |
| P                                      | Victoria Dilfer   | Atlanta Vibe       | definitivo |
| O                                      | Kendall Kipp      | Firenze            | definitivo |
| O                                      | Nikoleta Perović  | Shandong           | definitivo |

| Cessioni | Cessioni          | Cessioni             | Cessioni   |
| R. | Nome              | a                    | Modalità   |
| --- | ----------------- | -------------------- | ---------- |
| Non sono avvenuti movimenti di mercato in uscita prima dell'annata perché la società non era attiva nella stagione precedente |                   |                      |            |
| Trasferimenti nel corso della stagione                                                                                        |                   |                      |            |
| P | Gabrielle Blossom | Pinkin de Corozal    | definitivo |
| C | Asjia O'Neal      | -                    | svincolata |
| S | María Schlegel    | Atenienses de Manatí | definitivo |
| O | Ashley Wenz       | -                    | svincolata |

## Risultati

### PVF

#### Regular season
| 25 gennaio 2024 Van Andel Arena, Grand Rapids      | Grand Rapids Rise | 3 - 0 | Columbus Fury     | 25-17, 25-23, 25-19               |
| 16 febbraio 2024 Addition Financial Arena, Orlando | Orlando Valkyries | 3 - 1 | Columbus Fury     | 25-27, 25-22, 25-20, 25-11        |
| 21 febbraio 2024 Nationwide Arena, Columbus        | Columbus Fury     | 3 - 1 | Omaha Supernovas  | 25-12, 25-21, 23-25, 25-23        |
| 24 febbraio 2024 Dollar Loan Center, Henderson     | Vegas Thrill      | 0 - 3 | Columbus Fury     | 24-26, 23-25, 20-25               |
| 26 febbraio 2024 Nationwide Arena, Columbus        | Columbus Fury     | 3 - 1 | Vegas Thrill      | 25-23, 22-25, 25-21, 25-23        |
| 3 marzo 2024 Addition Financial Arena, Orlando     | Orlando Valkyries | 2 - 3 | Columbus Fury     | 17-25, 25-21, 28-30, 25-21, 15-17 |
| 9 marzo 2024 Van Andel Arena, Grand Rapids         | Grand Rapids Rise | 3 - 1 | Columbus Fury     | 25-15, 16-25, 25-17, 25-23        |
| 11 marzo 2024 Nationwide Arena, Columbus           | Columbus Fury     | 1 - 3 | Vegas Thrill      | 25-21, 26-28, 17-25, 16-25        |
| 20 marzo 2024 Nationwide Arena, Columbus           | Columbus Fury     | 1 - 3 | Grand Rapids Rise | 20-25, 18-25, 25-19, 30-32        |
| 24 marzo 2024 Nationwide Arena, Columbus           | Columbus Fury     | 3 - 1 | Atlanta Vibe      | 25-22, 27-29, 25-21, 25-23        |
| 27 marzo 2024 Gas South Arena, Duluth              | Atlanta Vibe      | 3 - 0 | Columbus Fury     | 25-16, 25-15, 25-17               |
| 29 marzo 2024 Nationwide Arena, Columbus           | Columbus Fury     | 0 - 3 | Orlando Valkyries | 19-25, 15-25, 17-25               |
| 4 aprile 2024 CHI Health Center Omaha, Omaha       | Omaha Supernovas  | 3 - 1 | Columbus Fury     | 25-20, 25-22, 21-25, 25-22        |
| 7 aprile 2024 Viejas Arena, San Diego              | San Diego Mojo    | 3 - 1 | Columbus Fury     | 23-25, 25-19, 25-22, 25-23        |
| 12 aprile 2024 Nationwide Arena, Columbus          | Columbus Fury     | 2 - 3 | San Diego Mojo    | 25-21, 23-25, 19-25, 25-23, 10-15 |
| 17 aprile 2024 Lee's Family Forum, Henderson       | Vegas Thrill      | 3 - 0 | Columbus Fury     | 25-18, 25-23, 25-18               |
| 19 aprile 2024 Nationwide Arena, Columbus          | Columbus Fury     | 3 - 1 | Atlanta Vibe      | 23-25, 25-20, 25-22, 25-21        |
| 26 aprile 2024 Nationwide Arena, Columbus          | Columbus Fury     | 3 - 1 | Orlando Valkyries | 22-25, 26-24, 25-12, 25-15        |
| 28 aprile 2024 Nationwide Arena, Columbus          | Columbus Fury     | 3 - 0 | Grand Rapids Rise | 25-21, 25-15, 25-15               |
| 2 maggio 2024 Gas South Arena, Duluth              | Atlanta Vibe      | 3 - 0 | Columbus Fury     | 25-21, 25-19, 25-18               |
| 4 maggio 2024 Nationwide Arena, Columbus           | Columbus Fury     | 1 - 3 | Omaha Supernovas  | 26-24, 22-25, 18-25, 20-25        |
| 7 maggio 2024 Viejas Arena, San Diego              | San Diego Mojo    | 3 - 1 | Columbus Fury     | 25-22, 25-21, 19-25, 25-21        |
| 9 maggio 2024 CHI Health Center Omaha, Omaha       | Omaha Supernovas  | 3 - 0 | Columbus Fury     | 27-25, 25-23, 25-21               |
| 11 maggio 2024 Nationwide Arena, Columbus          | Columbus Fury     | 1 - 3 | San Diego Mojo    | 25-22, 20-25, 22-25, 29-31        |

## Statistiche

### Statistiche di squadra
| Competizione | Punti | In casa | In casa | In casa | In trasferta | In trasferta | In trasferta | Totale | Totale | Totale |
| Competizione | Punti | G       | V       | P       | G            | V            | P            | G      | V      | P      |
| ------------ | ----- | ------- | ------- | ------- | ------------ | ------------ | ------------ | ------ | ------ | ------ |
| PVF          | 0,333 | 12      | 6       | 6       | 12           | 2            | 10           | 24     | 8      | 16     |
| Totale       | -     | 12      | 6       | 6       | 12           | 2            | 10           | 24     | 8      | 16     |

### Statistiche dei giocatori
| Giocatrice   | PVF | PVF | PVF | PVF | PVF | Totale | Totale | Totale | Totale | Totale |
| Giocatrice   | P   | PT  | AV  | MV  | BV  | P      | PT     | AV     | MV     | BV     |
| ------------ | --- | --- | --- | --- | --- | ------ | ------ | ------ | ------ | ------ |
| M. Bartsch   | 15  | 23  | 20  | 2   | 1   | 15     | 23     | 20     | 2      | 1      |
| G. Blossom   | 8   | 2   | 1   | 0   | 1   | 8      | 2      | 1      | 0      | 1      |
| R. Cooper    | 23  | 363 | 339 | 16  | 8   | 23     | 363    | 339    | 16     | 8      |
| M. Courtney  | 19  | 196 | 162 | 26  | 8   | 19     | 196    | 162    | 26     | 8      |
| V. Dilfer    | 15  | 34  | 19  | 9   | 6   | 15     | 34     | 19     | 9      | 6      |
| S. Drechsel  | 14  | 100 | 87  | 9   | 4   | 14     | 100    | 87     | 9      | 4      |
| K. Hord      | 22  | 157 | 111 | 42  | 4   | 22     | 157    | 111    | 42     | 4      |
| R. Jones     | 24  | 129 | 85  | 35  | 9   | 24     | 129    | 85     | 35     | 9      |
| K. Kipp      | 10  | 170 | 145 | 17  | 8   | 10     | 170    | 145    | 17     | 8      |
| V. León      | 24  | 0   | 0   | 0   | 0   | 24     | 0      | 0      | 0      | 0      |
| J. Moore     | 20  | 65  | 54  | 9   | 2   | 20     | 65     | 54     | 9      | 2      |
| I. Ortiz     | 24  | 11  | 1   | 0   | 10  | 24     | 11     | 1      | 0      | 10     |
| A. O'Neal    | 9   | 99  | 82  | 14  | 3   | 9      | 99     | 82     | 14     | 3      |
| N. Perović   | 10  | 20  | 16  | 4   | 0   | 10     | 20     | 16     | 4      | 0      |
| J. Rosenthal | 9   | 33  | 23  | 9   | 1   | 9      | 33     | 23     | 9      | 1      |
| R. Santos    | 21  | 31  | 19  | 9   | 3   | 21     | 31     | 19     | 9      | 3      |
| M. Schlegel  | 6   | 12  | 9   | 2   | 1   | 6      | 12     | 9      | 2      | 1      |
| A. Wenz      | 9   | 22  | 13  | 8   | 1   | 9      | 22     | 13     | 8      | 1      |

P = presenze; PT = punti totali; AV = attacchi vincenti; MV = muri vincenti; BV = battute vincenti